# 比嘉
比嘉（ひが、ふぃじゃ）は日本の姓。
明治安田生命保険の2018年の調査によると沖縄県で最も多い姓である。
- 比嘉栄昇、BEGINのボーカル
- 比嘉愛未、日本の女優
- 比嘉涼樹、LDH所属のDEEP SQUADのボーカル
- 比嘉大吾、日本のボクサー
- 比嘉厚平、日本のサッカー選手
- 比嘉久美子、日本の声優
- 比嘉稔、小林流究道館の館長
- 比嘉親雲上（英語版）、琉球の武道家
- 比嘉リカルド、元日系ブラジル人サッカー選手
- ライアン・ヒガ、沖縄系アメリカ人のインターネットパーソナリティ
- 比嘉世幸、剛柔流空手師範
- 比嘉トーマス太郎、ハワイの沖縄系発明家、第二次世界大戦の復員兵
- 比嘉照夫、園芸家、琉球大学教授
- 比嘉佑直、沖縄の空手家
- 比嘉優和、LDH所属のLucky²のメンバー
- ひがもえる、お笑い芸人(本名：比嘉崇)
- 比嘉幹貴　(プロ野球選手)